# Мицеллярный катализ
Мицеллярный катализ — явление, заключающееся во влиянии мицелл поверхностно-активных вещества (ПАВ) в растворе на константы скоростей химических реакций. Мицеллярный катализ применяют для разнообразных химических реакций, например: эмульсионная полимеризация, идущая с участием молекул мономера, включенного в мицеллы ПАВ; нуклеофильное замещение; электронный перенос с участием окислительно-восстановительных пар; замещение лиганда в комплексах металлов; фотохимические реакции. Важное самостоятельное направление катализа — изучение каталитических реакций ферментов, включенных в обращённые мицеллы ПАВ. Мицеллярный катализ исследуется также как модель ферментативного катализа. В этом отношении особенно перспективны функциональные мицеллы, образованные молекулами ПАВ с ковалентно-связанными каталитически-активными группами.
Во многих органических реакциях, катализируемых мицеллами, была выявлена субстратная специфичность, аналогичная специфичности ферментов, которая связана с различиями в способе и степени солюбилизации, с особенностями межмолекулярного взаимодействия субстрата с мицеллой, а также с различиями в скоростях реакций в мицеллярной фазе и объёме растворителя.
Начиная со второй половины XX века, внимание исследователей привлекают вопросы, связанные с кинетикой и механизмом органических реакций в присутствии ПАВ, которые способны ускорять или замедлять химические реакции на несколько порядков. В настоящее время установлено, что эффекты такого характера вызваны присутствием не отдельных молекул, а мицелл. С этим обстоятельством связано возникновение термина «мицеллярный катализ». Интерес к этой проблеме вызван главным образом тем, что здесь возникают новые возможности как для регулирования скоростей химических реакций, так и для изучения их механизма.